# Stater
Stater (starogrško στατήρ, latinizirano: statér, dob. 'teža') je bil antični grški kovanec, v obtoku v več grških regijah. Naziv stater se je uporabljal tudi za druge, njemu podobne kovance, ki so se kovali drugod po staroveški Evropi.

## Zgodovina
Stater je bil grška srebrna valuta, ki je bila sprva kot palice in kasneje kot kovanci v obtoku od 8. stoletja pr. n. št. do leta 50 n. n. št. Najstarejši znani kovanec z vtisnjeno podobo je kovanec iz elektrona v obliki želve, izkovan v Egini  okoli leta 650 pr. n. št. Razstavljen je v Francoski narodni knjižnici v Parizu. Stater kot enota za maso se je zgledoval po evbejskem staterju z maso 16,8 grama, ta pa po feničanskem šekelu.
Srebrni stater z maso 8,6 g, kovan v Korintu,  je bil razdeljen na tri srebrne drahme po 2,9 g in bil pogosto povezan z atensko srebrno didrahmo (dve drahmi), ki je tehtala 8,6 g. Atenska srebrna tetradrahma (štiri drahme) je tehtala 17,2 g. Staterji so se kovali v več mestnih državah v Grčiji (Egina, Aspendos, Delfi, Knosos, Kidonija) in  Joniji (Lampzak, Megalopolis, Metapont, Olimpija, Faist, Pozejdonija, Sirakuze, Taras, Tebe) in drugod. 
Obstajal je tudi zlati stater, vendar so ga kovali le ponekod in je bil v glavnem obračunska enota, vredna 20–28 drahm, odvisno od kraja in časa. Atenski zlati stater je bil vreden 20 drahem. Razlog je bil v tem, da je zlati stater na splošno tehtal približno 8,5 g, kar je dvakrat več kot drahma, medtem ko je bilo razmerje vrednosti med zlatom in srebrom okoli 10:1. Zdi se, da so zlati staterji večinoma makedonskega izvora. Najbolj znan grški zlati stater je 28-drahemski kizikenoj iz Kizika. 

## Negrški staterji
Keltska plemena,  ki so služila kot plačanci v severni Grčiji, so po vrnitvi domov koncept staterja prenesla v zahodno in srednjo Evropo. V Galiji so galski poglavarji, vojni veterani Filipa II. Makedonskega, njegovega sina Aleksandra in njegovih naslednikov kovali zlate filipije po vzoru na Filipove. Nekateri galsko-belgijski staterji so se na veliko izvažali v Veliko Britanijo. Slednji so vplivali na staterje, kovane v Britaniji. Britanski zlati staterji so na splošno tehtali med 4,5 in 6,5 g.
Keltske staterje so kovali tudi na ozemlju današnje Češke in Poljske. Aleksandrova osvajanja so razširila grško kulturo proti vzhodu, kar je privedlo do sprejetja staterjev v Aziji. Zlate staterje iz obdobja kušanskega kralja Kaniške so našli tudi v starodavni Gandhari.
Leta 2018 so arheologi v naselju Podzemelj pri Metliki na Pezdirčevi njivi odkrili petnajst poznoantičnih grobov. V enem od grobov so našli bronast pas z zlatnikom, ki je bil keltska imitacija staterja Aleksandra Velikega. Na njem sta upodobljeni boginji Nike in Atena. Skovan je bil v prvi polovici  3. stoletja pr. n. št.

## Galerija
- Lidijski kovanec iz elektrona iz zgodnjega 6. stoletja pr. n. št., denominiran kot 1⁄3 staterja
- Korintski stater; spredaj Pegaz, zadaj Atena s korintsko čelado
- Zlati stater Aleksandra Velikega, kovan verjetno v Abidosu okoli 328–323 pr. n. št.; spredaj Atena s korintsko čelado, zadaj Nike
- Stater, kovan v Veliji 334–300 pr. n. št., spredaj Atena s frigijsko čelado, zadaj lev, ki požira plen
- Zlati stater britanskih Korieltauvov, kovan okoli 50−20 pr. n. št.
- Armoriški srebrni stater s Kanalskih otokov, kovan okoli  75 pr. n. št.
- Na zadnji strani staterja s Kanalskih otokov je upodobljen stiliziran konj in pod njim komet
- Srebrni stater Mitrapata Likijskega, kovan okoli 390–370 pr. n. št.